# Francisco Ramón de Herboso y Figueroa
Francisco Ramón de Herboso y Figueroa (Lima, 1720 - Charcas, 1782). Fue un religioso y presbítero peruano durante el Virreinato del Perú, 

## Biografía
Hijo de Francisco de Herboso y Luza, presidente de la Real Audiencia de Charcas. Fue arzobispo de Chuquisaca en el Alto Perú (Bolivia) (1766-1784), obispo de Santa Cruz de la Sierra (1761-1766). vicario eclesiástico y gobernador del arzobispado de Lima (1761), canónigo y dignidad de Chantre del cabildo eclesiástico de la catedral de Chuquisaca, provisor y vicario general del arzobispado de Chuquisaca, asesor general del virrey del Perú José Manso de Velasco (1746-1761), canónigo y dignidad de Tesorero y chantre del cabildo eclesiástico de la catedral de Lima (1751).
Tuvo un hijo, el funcionario y contador de las Cajas Reales, Francisco de Herboso y Figueroa, asentado el corregimiento de Conchucos.